# Bubel Stary (gromada)
Bubel Stary – dawna gromada, czyli najmniejsza jednostka podziału terytorialnego Polskiej Rzeczypospolitej Ludowej w latach 1954–1972.
Gromady, z gromadzkimi radami narodowymi (GRN) jako organami władzy najniższego stopnia na wsi, funkcjonowały od reformy reorganizującej administrację wiejską przeprowadzonej jesienią 1954 do momentu ich zniesienia z dniem 1 stycznia 1973, tym samym wypierając organizację gminną w latach 1954–1972.
Gromadę Bubel Stary z siedzibą GRN w Bublu Starym (w obecnym brzmieniu Stary Bubel) utworzono – jako jedną z 8759 gromad na obszarze Polski – w powiecie bialskim w woj. lubelskim na mocy uchwały nr 5 WRN w Lublinie z dnia 5 października 1954. W skład jednostki weszły obszary dotychczasowych gromad Bubel Stary, Bubel Łukowisko i Bubel Granna ze zniesionej gminy Janów Podlaski oraz obszary dotychczasowych gromad Antolin i Gnojno ze zniesionej gminy Zakanale, w tymże powiecie. Dla gromady ustalono 13 członków gromadzkiej rady narodowej.
1 stycznia 1960 gromadę zniesiono, włączając jej obszar do nowo utworzonej gromady Pawłów Stary w tymże powiecie.